# 李嘉格
李嘉格（1990年01月27日—），汉族，中国歌手。2014年浙江卫视《中国好声音》第3季全国16强。

## 主要经历
- 1990年 出生于辽宁省盘锦市；
- 2008年 考入沈阳音乐学院通俗演唱专业本科班（2012年毕业）；
- 2012年 参加广西卫视《一声所爱.大地飞歌》比赛获得沈阳赛区10强[1]；
- 2013年 当微店的模特及微店服装店老板；
- 2014年 获得浙江卫视《中国好声音》那英组四强[2]，全国16强[3]。
- 2015年 6月，李嘉格發布心理懸疑電影《閨蜜心竅》的主題曲《落葉花瓣帶著你》。
- 2016年 1月11日，在央視節目《過年七天樂》演唱歌曲《玫瑰玫瑰我愛你》；3月2日，發行首張專輯《四格》，收錄《淪陷》、《轉身》、《什麼東西啊》和《愛不愛，壞不壞》四首新歌，其中《轉世》和《什麼東西》和《愛不愛，壞手》
- 2017年 12月31日，在江蘇衛視跨年演唱會與GAI演唱歌曲《沒時間後悔》。
- 2018年 8月3日，參加江蘇衛視《金曲撈之挑戰主打歌》並以金曲守護人演唱的《大舌頭》。 8月14日，與GAI週延聯手為電視劇《夜天子》獻唱主題曲《山外青山樓外樓》。 12月21日，在北京舉行《奇妙她》新專輯首演。
- 2022年 1月25日，李嘉格演唱的《孤獨麵店》音樂專輯在海外平台上線；6月22日，演唱《通天塔》影視劇插曲《走出悲傷》上線。
- 2023年 5月30日，官方宣布加盟戶外露營體驗真人秀節目《一起露營吧第二季》。
- 2024年 2月13日，電視劇《煙火人家》播出，李嘉格為其獻唱守候情感曲《不散場》、酸澀心事曲《後來的故事》。 4月19日，參加綜藝節目《乘風2024》播出。 6月26日，在《乘風2024》「乘風之夜舞蹈直播秀」中演唱歌曲《謝謝你愛我》。 7月13日，參加《新說唱2024》。 7月25日，參加的綜藝《鮮活唱遊團》播出。 8月11日，參加的綜藝《音樂緣計畫》播出。 9月19日，參加的綜藝節目《以時尚之名》播出。 11月8日，參加的節目《音綜20年邀請賽·乘風時光音樂會》播出，演唱歌曲《空空》《小雨》。
- 2025年 與黃聖依、鄧傳理、陳夢一起參加真人秀節目《是媽媽是女兒2》即將開播。

## 音乐作品
- 2014年12月25日 单曲《幸好有你》 VS张碧晨 余枫 罗景文
- 2015年 单曲《落葉花瓣帶著你》
- 2016年 单曲 《沦陷》

## 形象代言
- 2014年11月 CCTV-5《来吧灰姑娘》全国选秀比赛加油形象大使

## 中国好声音
| 期数   | 首播日期      | 比赛主题              | 演唱歌曲 | 结果               | 备注                                     |
| ------ | ------------- | --------------------- | --- | ------------------ | ---------------------------------------- |
| 第5期  | 2014年8月15日 | 好声音盲选第五期      | 《普通朋友》 | 选择那英           | 杨坤、那英2位导师都转身， 最终选择那英组 |
| 第7期  | 2014年8月29日 | 那英组组内淘汰赛16进4 | - 李嘉格VS毛泽少《Firework》 - 李嘉格《相爱后动物感伤》PK李维《红豆》                                                                | 最终晋级那英组4强  |                                          |
| 第12期 | 2014年9月26日 | 那英组决赛4进1        | - 李嘉格+张碧晨+刘明湘+陈冰+那英 《Can't take my eyes off you》 - 李嘉格《睁一只眼闭一只眼》PK 张碧晨《爱你的宿命（韩文歌曲）》 落败 | 最终获得那英组殿军 | 全国16强                                 |

## 綜藝節目
- 2016《蒙面唱将猜猜猜》
- 2018《梦想的声音 (第三季)》
- 2019《这样唱好美》
- 2020《潮流合夥人2》
- 2024《音樂緣計畫》